# Наше Небо
Наше Небо — третий студийный альбом петербургской группы Пилот, вышедший 22 февраля 2002 года. Записано и сведено на студии «Добролёт» в Петербурге в июне-сентябре 2001 года.

## История создания альбома
"Это первая наша работа на студии Добролёт. На этом альбоме мы впервые плотно стали использовать электронные и перкуссионные петли, семплерную технику, осваивая синхронизацию живых инструментов с электроникой" - вспоминает Илья Черт в книге "Двадцатничек», посвященной 20-летнему юбилею группы Пилот.

## Список композиций
1. Небо (6:47)
2. Оранжевое солнце (4:40)
3. Лимита (6:25)
4. Карелия (3:35)
5. Сорок восемь (4:33)
6. Кеды со звёздами (5:18)
7. Рок-н-ролл (3:44)
8. Игрушки (4:23)
9. Весна в метро (2:51)
10. Семь часов утра (4:12)
11. Цветные стёкла (3:38)
12. Сто тысяч номеров (4:32)
13. Мама (4:47)
14. Цыганщина (2:52)
15. Небо (Remix): Джан Ку (5:11)

## Участники записи
- Илья Чёрт — вокал, гитары
- Роман Чуйков — гитара
- Станислав Марков — бас
- Николай Лысов — ударные
- Макс Йорик — скрипка, синтезатор

## Интересные факты
- Песня «Небо» посвящена Эдуарду Старкову[2] (Химера, Последние танки в Париже), чьё влияние, в период своего становления как автора, испытал Чёрт[3][4][5].
- Соло на саксофоне записаны Ильей Чертом "внакладку"[6].